# Ренеди Сингх
Ренеди Сингх е индийски футболист, полузащитник. През 2015 г. преминава в ЦСКА (София) и става първият индийски футболист играл в А група, но не записва нито един мач.